# Dame N'Doye
Dame N'Doye (nacido el 21 de febrero de 1985 en Thiès, Senegal) es un jugador de fútbol senegalés que juega como delantero.
Es el hermano menor del también futbolista internacional Ousmane N'Doye, jugador del ASA Targu Mures de la liga rumana.

## Carrera

### ASC Jeanne d'Arc
Comenzó su carrera con tan sólo 18 años en el ASC Jeanne d'Arc de la Ligue 1 senegalesa. Su debut se produjo en el año 2003 y acabó por jugar 3 temporadas en el equipo senegalés.

### Al-Sadd
En el verano de 2006, con 21 años de edad, N'Doye fue fichado por el Al-Sadd SC de la Catar Stars League catarí. El precio del traspaso fue unos 500.000 euros. No llegó a cumplir una temporada entera con el conjunto de Doha y tras 27 encuentros disputados y 12 goles anotados decidió cambiar de aires y seguir su progresión futbolística por tierras europeas.

### Académica de Coimbra
Su siguiente equipo fue el Académica de Coimbra de la Primeira Liga portuguesa. En el equipo portugués demuestra una gran capacidad goleadora y un gran potencial al adaptarse perfectamente al fútbol europeo. Juega 24 encuentros y anota un total de 9 goles. Su buena temporada le llevó a ser transferido al equipo griego del Panathinaikos FC por 800.000 €.

### Panathinaikos
En el equipo helénico tuvo un buen rendimiento pero no logró mantener una buena racha goleadora, al marcar tan solo 3 goles en 24 partidos. Su gol más memorable y recordado por los aficionados verdes fue el que N'Doye consiguió en el derbi ateniense ante el Olympiacos FC, que acabaría en empate a un gol.
Para la siguiente temporada no entró en los planes del por aquel entonces entrenador del Panathinaikos Henk ten Cate y buscó una salida en la misma liga griega.

### OFI Creta
El destino elegido fue la ciudad de Heraklion donde se trasladó para jugar con su nuevo equipo, el OFI Creta. Por tanto, el 14 de agosto de 2008 firmó su contrato con el equipo cretense.
Este fichaje despertó varios rumores procedentes de la prensa griega y danesa en los que se decía que N'Doye abandonaría el OFI Creta en seis meses en el mercado de invierno para fichar por el FC Copenhague.
Dicho y hecho, tras 15 partidos disputados y una buena marca de 7 goles anotados, el Copenhague realizó el fichaje del delantero senegalés.

### Copenhague
El 12 de enero de 2009 se unió a la disciplina del FC Copenhague. El precio de la operación no fue desvelado pero se piensa que rondaba los 2 millones de euros. Fue presentado como nuevo jugador del club danés el mismo día 12 de enero. Anotó su primer gol el 7 de marzo de 2009 contra Randers FC, donde el Copenhague ganó por 3-0. N'Doye pronto consolidó su lugar en el once inicial del equipo con impresionantes actuaciones en la temporada 2009/10 de la Superligaen danesa. Esa temporada terminó con una espectacular marca de 14 goles.
Esos 14 goles de N'Doye ayudaron al Copenhague a revalidar el título de liga, lo que significó que el Copenhague participaría en la tercera ronda clasificatoria de la UEFA Champions League 2010/11. El 4 de agosto de 2010, N'Doye anotó el gol del triunfo para su equipo a los 59 minutos de juego ante el BATE Borisov bielorruso, de esta manera aseguró la participación del Copenhague para la fase final de la Champions de esa temporada.
En la primera jornada de la Champions League 2010/11 N'Doye anotó el único gol en la victoria 1-0 sobre el campeón ruso, el Rubin Kazan mediante un poderoso cabezazo en el minuto 87. Otro gol ante su exequipo, el Panathinaikos FC ayudó el Copenhague a pasar a los octavos de final, siendo el primer equipo danés en conseguirlo tras 16 años.

### Lokomotiv Moscú
En el verano de 2012 N'Doye firmó por el Lokomotiv de Moscú de la Premer-Liga rusa nuevamente por una cantidad monetaria no revelada. Exactamente igual que a lo largo de su carrera se adaptó rápidamente a la nueva liga y concepción del juego, asentándose como un delantero letal y convirtiéndose en el máximo goleador del equipo en el otoño de la temporada 2012/13, ganándose la confianza de los aficionados ferroviarios en una de las encuestas de su página web. En octubre de la temporada siguiente repetiría ese logro.

## Carrera internacional
Hizo su debut internacional con Senegal en un amistoso contra Guinea en febrero de 2011, donde también anotó un gol. El 27 de diciembre de 2011, se desveló que él iba a ser convocado para la Copa Africana de Naciones 2012.
En esa Copa Africana anotó un gol en la derrota de Senegal por 1-2 ante Zambia. Entró al campo como suplente.

## Goles internacionales
| # | Fecha                   | Lugar    | Rival           | Gol | Resultado final | Competición                                       |
| - | ----------------------- | -------- | --------------- | --- | --------------- | ------------------------------------------------- |
| 1 | 9 de febrero de 2011    | Dakar    | Guinea          | 1-0 | 3-0             | Amistoso                                          |
| 2 | 9 de octubre de 2011    | Curepipe | Mauricio        | 0-1 | 0-2             | Clasificación para la CAN 2012                    |
| 3 | 21 de enero de 2012     | Bata     | Zambia          | 1-2 | 1-2             | Copa Africana de Naciones 2012                    |
| 4 | 2 de junio de 2012      | Dakar    | Liberia         | 2-1 | 3-1             | Clasificación para la Copa Mundial de Fútbol 2014 |
| 5 | 8 de septiembre de 2012 | Abiyán   | Costa de Marfil | 0-1 | 4-2             | Clasificación para la CAN 2013                    |

## Estadísticas de la carrera deportiva
| Equipos       | Equipos              | Equipos             | Liga | Liga  | Copa                   | Copa                   | Competición continental | Competición continental | Total | Total |
| Season        | Club                 | Liga                | Apps | Goles | Apps                   | Goles                  | Apps                    | Goles                   | Apps  | Goles |
| Senegal       | Senegal              | Senegal             | Liga | Liga  | FSF Coupe              | FSF Coupe              | CAF Champions League    | CAF Champions League    | Total | Total |
| ------------- | -------------------- | ------------------- | ---- | ----- | ---------------------- | ---------------------- | ----------------------- | ----------------------- | ----- | ----- |
| 2003–04       | ASC Jeanne d'Arc     | Ligue 1             |      |       |                        |                        |                         |                         |       |       |
| 2004–05       | ASC Jeanne d'Arc     | Ligue 1             |      |       |                        |                        |                         |                         |       |       |
| 2005–06       | ASC Jeanne d'Arc     | Ligue 1             |      |       |                        |                        |                         |                         |       |       |
| Catar         | Catar                | Catar               | Liga | Liga  | Copa del Emir de Catar | Copa del Emir de Catar | AFC Champions League    | AFC Champions League    | Total | Total |
| 2005–06       | Al-Sadd SC           | Qatar Stars League  | ?    | 0     |                        |                        |                         |                         |       |       |
| Portugal      | Portugal             | Portugal            | Liga | Liga  | Taça de Portugal       | Taça de Portugal       | Europa                  | Europa                  | Total | Total |
| 2006–07       | Académica de Coimbra | Primeira Liga       | 25   | 4     | 4                      | 2                      | 0                       | 0                       | 29    | 6     |
| Grecia        | Grecia               | Grecia              | Liga | Liga  | Kýpello Elládos        | Kýpello Elládos        | Europa                  | Europa                  | Total | Total |
| 2007–08       | Panathinaikos FC     | Soúper Línka Elláda | 23   | 3     | 2                      | 1                      | 7                       | 2                       | 32    | 6     |
| 2008–09       | OFI Creta            | Soúper Línka Elláda | 15   | 7     |                        |                        | 0                       | 0                       | 15    | 7     |
| Dinamarca     | Dinamarca            | Dinamarca           | Liga | Liga  | DBU Pokalen            | DBU Pokalen            | UEFA Champions League   | UEFA Champions League   | Total | Total |
| 2008–09       | FC Copenhagen        | Superligaen         | 11   | 2     | 3                      | 3                      | 2                       | 0                       | 16    | 5     |
| 2009–10       | FC Copenhagen        | Superligaen         | 32   | 14    | 2                      | 1                      | 13                      | 9                       | 47    | 24    |
| 2010–11       | FC Copenhagen        | Superligaen         | 31   | 25    | 0                      | 0                      | 12                      | 3                       | 43    | 28    |
| 2011–12       | FC Copenhagen        | Superligaen         | 30   | 18    | 5                      | 3                      | 9                       | 4                       | 44    | 24    |
| Rusia         | Rusia                | Rusia               | Liga | Liga  | Copa de Rusia          | Copa de Rusia          | Europa                  | Europa                  | Total | Total |
| 2012–13       | Lokomotiv Moscú      | Premer-Liga         | 25   | 10    | 1                      | 0                      | 0                       | 0                       | 26    | 10    |
| 2013–14       | Lokomotiv Moscú      | Premer-Liga         | 22   | 13    | 0                      | 0                      | 0                       | 0                       | 22    | 13    |
| Total         | Senegal              | Senegal             |      |       |                        |                        |                         |                         |       |       |
| Total         | Catar                | Catar               | ?    | 0     |                        |                        |                         |                         | ?     | 0     |
| Total         | Portugal             | Portugal            | 25   | 4     | 4                      | 2                      | 0                       | 0                       | 29    | 6     |
| Total         | Grecia               | Grecia              | 38   | 10    | 2                      | 1                      | 7                       | 2                       | 47    | 13    |
| Total         | Dinamarca            | Dinamarca           | 104  | 59    | 10                     | 7                      | 36                      | 16                      | 150   | 82    |
| Total         | Rusia                | Rusia               | 47   | 23    | 1                      | 0                      | 0                       | 0                       | 48    | 23    |
| Total carrera | Total carrera        | Total carrera       | 214  | 96    | 17                     | 10                     | 43                      | 18                      | 274   | 124   |

## Palmarés

### Títulos nacionales
| Título                 | Club          | País      | Año  |
| ---------------------- | ------------- | --------- | ---- |
| Superliga de Dinamarca | FC Copenhague | Dinamarca | 2009 |
| Copa de Dinamarca      | FC Copenhague | Dinamarca | 2009 |
| Superliga de Dinamarca | FC Copenhague | Dinamarca | 2010 |
| Superliga de Dinamarca | FC Copenhague | Dinamarca | 2011 |
| Copa de Dinamarca      | FC Copenhague | Dinamarca | 2012 |
| Superliga de Dinamarca | FC Copenhague | Dinamarca | 2019 |